# BSC Oppau
Der Ballspielclub 1914 Oppau ist ein Fußballverein aus Ludwigshafen-Oppau. Die Herrenmannschaft des BSC spielt in der Saison 2013/14 in der achtklassigen Bezirksliga Vorderpfalz Gruppe Nord. In den 1960er Jahren spielten die Oppauer mehrere Jahre in der Ober- und Regionalliga Südwest.

## Vereinsgeschichte
Der Verein wurde am 1. April 1914 als Fußball-Gesellschaft 1914 Oppau gegründet. Am 27. Mai 1937 wurden die Fußballer mit dem Turnerbund Germania 1889 Oppau, dem TV Edigheim und dem Ring- und Stemmclub Oppau zur TSG 1889 Oppau verschmolzen. In der Saison 1942/43 spielte die TSG Oppau in der höchsten Spielklasse, der Gauliga Westmark, stieg aber als Vorletzter umgehend wieder ab. Ab dem 30. September 1943 bildete der Großverein eine Kriegsspielgemeinschaft mit der TSG Ludwigshafen und dem VfL Friesenheim, die KSG Ludwigshafen spielte in der Saison 1943/44 ebenfalls in der Gauliga Westmark. Mit dem Ende des Zweiten Weltkrieges wurden zunächst alle Sportvereine aufgelöst.
Am 16. Mai 1946 wurde der im Vorjahr in Form der TSG 1889, aber unter dem Namen Allgemeiner Sportverein 1945 Oppau neu gegründete Verein von den Alliierten zugelassen. 1948 spalteten sich die Turner und Athleten wieder ab. Seit dem 4. August 1950 trägt der Verein seinen heutigen Namen.

## Sportliche Entwicklung
Schon zu Gauligazeiten machten die Oppauer erstmals auf sich aufmerksam. 1934 nahmen sie erstmals an der Aufstiegsrunde zur Gauliga teil, wurden aber nur Zweiter und verpassten den Aufstieg. Der zweite Versuch 1942 war erfolgreich.
Nach dem Krieg gelang erstmals 1948 der Sprung in die Oberliga, aus der die Oppauer nach zwei Jahren wieder abstiegen. Nach drei Jahren in der Amateurliga und acht Spielzeiten in der 2. Liga stieg der BSC 1961 erneut in die Oberliga auf. Durch die Saison 1961/62 ist Ludwigshafen neben den Großstädten Berlin (mit eigener Stadtliga) und Hamburg die einzige deutsche Stadt, die nach dem Zweiten Weltkrieg vier Erstligisten gleichzeitig stellte: Neben den Oppauern Phönix und TuRa Ludwigshafen sowie den Ludwigshafener SC.
In der Oberliga schafften die Oppauer zweimal den Klassenerhalt. 1963 wurden sie in die neu gegründete Regionalliga Südwest übernommen, aus der sie nach drei Jahren abstiegen.
Von 1966 bis 1970 sowie von 1973 bis 1975 spielte der BSC in der drittklassigen Amateurliga Südwest, dazwischen nur viertklassig. Nach dem erneuten Abstieg 1975 schafften sie es nicht mehr, in eine höhere Liga zurückzukommen. Die Saison 2010/2011 schloss die Herrenmannschaft des BSC als Meister der Bezirksklasse (Vorderpfalz) Nord ab und spielt somit ab der Saison 2011/2012 in der achtklassigen Bezirksliga Vorderpfalz. Zur Saison 2015/16 stieg der Verein in die Landesliga Ost auf, aus der als in der Saison 2017/18 wieder in die Bezirksliga abstieg.

## Bekannte Spieler
- Günter Heiden (1943–1991)
- Bodo Mattern (* 1958)
- Ralf Konietzka (* 1960)